# Silbersulfadiazin
Silbersulfadiazin ist das Silbersalz des Sulfadiazins (früher ein sogenanntes Standard-Sulfonamid) und wirkt antibakteriell gegen eine Vielzahl von Keimen. Silbersulfadiazin wird örtlich (topisch) angewendet, hauptsächlich bei oberflächlichen, frischen Wunden (zum Beispiel nach Verbrennungen zweiten und dritten Grades, großflächige Schürfwunden).
Silbersulfadiazin-Creme wird während der Heilungsphase oder bis zu einer Hauttransplantation angewendet. Sie verhindert das Wachstum eines breiten Bakterienspektrums und Hefen auf der verletzten Haut aufgrund seiner antibakteriellen Wirkung als Sulfonamid, aber auch aufgrund des oligodynamischen Effekts des Silberions. Silbersulfadiazin ist schlecht wasserlöslich. Silber bindet an Proteine aus dem Wundexsudat, wobei Sulfadiazin aus der Sulfadiazinsilber-Verbindung freigesetzt und zu einem geringen Teil (bis 10 %) resorbiert wird.
Eine längere Anwendung kann auf Grund des Silbergehalts zur Bildung einer lokalen Argyrose führen.

## Handelsnamen
Monopräparate
InfectoFlam (D), Flammazine (D, A, CH)
Kombinationspräparate
- mit Natriumhyaluronat: Ialugen Plus (CH)